# Alphablocks
Alphablocksは、イギリスの3D CGIアニメーションの子供向け教育テレビ番組である。アルファベットの各文字のブロックのキャラクターで、子供にスペルの書き方を教えるために制作されている。アニメーション制作はBlue-Zoo、プロデュースはAlphablocks Ltd.が行っている。Alphablocksでは、命が与えられた単語たちがAlphalandでたくさんの新しい冒険をするという内容である。就学前の子供たちがアルファベット、スペル、読み書きを学ぶのを助けることを目的としている。

## Numberblocks
2016年9月12日、NumberblocksがCBeebiesで放送開始した。この新しい番組はAlphablocksと同様のアプローチで、アルファベットの文字の代わりに数字について教える番組となっている。Alphablocksと同様に、この番組のアニメーション制作もBlue-Zooが行っている。